# Тлатоані
Тлатоані (з науа «той, що говорить», «промовець», «оратор») — правитель міст-держав Месоамерики, а також вищий володар Теночтітлана та ацтеків — Huey tlatoani. Тлатоані був представником панівної аристократії або династії. Його рівноцінне значення має титул тлатоке (tlahtoque), яким позначалися інші володарі (як незалежні, так залежні), що були сусідами Ацтекської імперії, оскільки тлатоке є множинною тлатоані (так називали інших правителів або загалом знать уей тлатоані Теночтітлану). Також тлатоке називали очільників колишніх альтепетлів, зберігших автономію.

## Характеристика
Мав вищу владу в імперії. Водночас була специфіка передачі влади у членах Потрійного союзу, чим була Ацтекська імперія. У державах Тескоко і Тлакопан влада місцевого тлатоані передавалася від батька до сина, в Теночітлані: влада уей тлатоані зберігалася в рамках сім'ї, але переходила до брата покійного володаря. Влада уей тлатоані зберігалася в рамках сім'ї, переходила до брата покійного володаря.
Якщо покійного тлатоані не було братів, гідних правити, набирав чинності принцип успадкування влади старшим сином першої основної, законної, дружини. Якщо він не відповідав вимогам, що пред'являються до володаря, зокрема був марнославним, то, навіть якщо попередній правитель сам на нього вказував, тлатоані обирався з числа інших синів, але перевага віддавалася синам головної дружини. Коли володар не бачив серед своїх синів гідного спадкоємця, він обирав його серед своїх онуків, при цьому онуки від синів мали переваги перед онуками від дочок, але і в цьому випадку онуки по лінії його головної дружини мали переваги. Якщо володар не мав синів чи онуків, здатних правити, то тлатоані обирали найбільш підходящого з інших родичів. Титул і права тлатоані ніколи не могли отримати доньки чи дружини. Тлатоані ніколи не міг стати простолюдин (масеуал), уей тлатоані завжди належав до теккаллі (teccalli — «знатного дому»).
Великого тлатоані імперії обирали — в різні часи усіма громадянами Теночтітлана, найбільш важливіших міст Ацтецького потрійного союзу. В інших містах влада тлатоані була спадковою — від батька до старшого сина головної дружини. Але у Тлашкалі тлатоані також обирали з чотирьох родів, який займали трон почергово.
Зазвичай протягом кількох днів країна чекала офіційного вирішення питання про те, хто буде новим тлатоані. Частіше це ставало відомим на 4 день після смерті попереднього володаря. Інтронізація являла собою сукупність процедур світських, військових і релігійних, за допомогою яких новий правитель міг продемонструвати свої якості і здібності.
Після затвердження нового тлатоані відбувалася церемонія коронації, у храмі верховного бога Віцилопочтлі йому на голову одягали своєрідну корону — xiuhuitzolli — вона мала вигляд трикутної діадеми, прикрашеною мозаїкою з бірюзи. У Теночтітлані він сидів на троні ягуара (тлатокаіпаллі) або троні орла (куауікпаллі). Під час коронації тлатоані також одягав сітчастий плащ, прикрашений драгоціними камінням, блакитні сандалі із золотом.
Інколи у нього був заступник — своєрідний віце-король — чигуасоатль (chihuacoatl). На допомогу тлатоані, до всього, призначався імперський радник. Всього їх було чотири. Питання функціонування палаців, життєзабезпечення тлатоані керував мажордом — петлакалькатль.